# Flip Veldmans
Philippus Ferdinand (Flip) Veldmans (Bakhuizen, 20 januari 1949 – Breda, 3 november 2018) was een Nederlands organist, componist en dirigent.

## Levensloop

### Jeugd en opleiding
Flip Veldmans werd geboren in Gaasterland als zoon van Fedde Veldmans en Bernardina van der Wal en groeide op in een katholiek gezin. Hij begon zijn muziekopleiding aan het Nederlands Instituut voor Kerkmuziek in Utrecht bij Bernard Bartelink. Tevens behaalde hij hier zijn diploma voor orgel, piano en koordirectie. Hierna behaalde hij zijn einddiploma solo-orgel bij Arie J. Keijzer aan het Rotterdams Conservatorium. Tot slot studeerde hij nog orgel bij Stanislas Deriemaeker aan het Koninkrijk Conservatorium te Antwerpen.

### Loopbaan
Veldmans begon in 1971 als organist en dirigent van het Gummaruskoor in de Sint-Gummaruskerk in Steenbergen. Hiernaast ging hij werken als docent aan de Gemeentelijke Muziek- en Balletschool in Bergen op Zoom, waar hij als opvolger van Daan Manneke orgellessen gaf aan onder andere Janno den Engelsman en Bert Becht. Daarnaast was hij vele jaren werkzaam als muziekgraveur. Ook componeerde hij vele kerkliederen en maakte hij muziekgravures voor de in 2005 uitgebrachte liedbundel Zij zingen zich een weg; 100 liederen voor de gemeente van Hans Bouma. In 2012 stopte hij als leider van het Gummaruskoor en werd daar opgevolgd door Patrick Goverde. Hij was onderscheiden met de plaquette van de Nederlandse Sint-Gregoriusvereniging.

### Overlijden
Veldmans overleed op 3 november 2018 na een kort ziekbed. Zijn lichaam is ter beschikking gesteld aan de wetenschap.

## Nevenfuncties
Veldmans beheerde naast zijn werk als organist ook de website "Kerk & Orgel.nl". Ook was hij bestuurslid van de KDOV.

## Composities
- Ave Maria
- Sint Gummarusmis
- Geloofsbelijdenis

Voor de bladmuziek-serie "Orgelklanken" uit 2016 componeerde hij enkele muziekstukken, waaronder:
- Heer, herinner U de namen
- Fantasie, Trio en Koraal: Wij komen tezamen